# Inabe
Inabe (いなべ市, Inabe-shi) est une ville située dans la préfecture de Mie, au Japon.

## Géographie

### Situation
Inabe est située au nord de la préfecture de Mie.

### Démographie
En 2017, la ville d'Inabe avait une population estimée à 45 815 habitants, pour une superficie totale de 219,83 km2.

## Histoire
La ville d'Inabe est fondée le 1er décembre 2003 par la fusion de quatre bourgs de la préfecture de Mie.

## Transports
Inabe est desservie par les lignes Sangi et Hokusei de la Sangi Railway.